# Erkki Asp
Erkki Kalevi Asp, född 4 november 1930 i Kirvu, död 17 april 2010 i Åbo, var en finländsk sociolog.
Asp avlade filosofie doktorsexamen 1965. Han var professor i sociologi vid Åbo universitet 1968–1998. I sin  forskning behandlade han bland annat samesamhällen och problem i arbetslivet. Han gjorde även  attitydundersökningar bland blivande lärare.
Av Asps publikationer kan nämnas Lappalaiset ja lappalaisuus (1965), The Finnicization of the Lapps (1966), Työnsosiologia och Työelämän sosiologia (1980 och 1991, båda jämte Matti Peltonen), Johdatus sosiologiaan (1994) och Finnish trade unions and the quality of life (1998). 